# Kirazlıyayla, Yenişehir
Kirazlıyayla là một xã thuộc huyện Yenişehir, tỉnh Bursa, Thổ Nhĩ Kỳ. Dân số thời điểm năm 2011 là 137 người.